# Čeprljanda
Čeprljanda je manjši zaselek, ki spada k naselju Ugljan na istoimenskem otoku na Hrvaškem.
Čeprljanda je zaselek z okoli 150 prebivalci. Zaselek leži ob manjšem, okoli 40 metrov širokem in okoli 90 metov dolgem zalivu s pristanom. Zaselek leži okoli 1 km jugovzhodno od vasi Ugljan.
Zaliv je odprt severnim vetrovom. Pristan v dnu zaliva varuje okoli 15 m dolg valobran, za katerim stojijo trije manjši pomoli. Globina morja pri valobranu je 3, pri pomolih pa 1,5 metra.